# Falcidius marocanus
Falcidius marocanus är en insektsart som beskrevs av De Bergevin 1923. Falcidius marocanus ingår i släktet Falcidius och familjen sköldstritar. Inga underarter finns listade i Catalogue of Life.